# Eriopyga dolens
Eriopyga dolens là một loài bướm đêm trong họ Noctuidae.